# Vestiges des expositions internationales de Paris
Cet article recense les vestiges des expositions internationales s'étant tenues à Paris, en France.

## Contexte
Au cours des XIXe et XXe siècles, Paris accueille une dizaine d'expositions internationales. Ces événements conduisent à la création de nombreux édifices. Ces constructions sont essentiellement temporaires, la quasi-totalité étant démantelée à la fin des expositions. Toutefois, quelques-unes existent encore au XXIe siècle : certaines à leur emplacement d'origine, beaucoup déplacées, voire démantelées et intégrées à d'autres constructions.
Cet article recense les édifices, parties d'édifices ou œuvres spécialement réalisées pour les expositions internationales de Paris et existant toujours en 2020. Toutefois, elle ne prend pas en compte les œuvres exposées lors de ces expositions, mais qui n'ont pas été créées spécialement pour elles, ni les éventuels travaux d'infrastructure ou de transport (bateaux-mouches en 1867, gare d'Orsay et métro en 1900, etc.).

## Liste

### Exposition universelle de 1855

#### Édifices
| Vestige                      | Localisation | Notes | Coordonnées                      | Photo |
| ---------------------------- | ------------ | --- | -------------------------------- | ----- |
| Église Notre-Dame-du-Travail | Paris        | La structure intérieure de l'église, construite en 1900, réutiliserait une partie de celle du palais de l'Industrie, démoli à la même époque ; Classé MH (2016) | 48° 49′ 58″ nord, 2° 19′ 00″ est |       |

#### Œuvres
| Vestige                                       | Localisation       | Notes | Coordonnées                      | Photo |
| --------------------------------------------- | ------------------ | --- | -------------------------------- | ----- |
| La France couronnant l'Art et l'Industrie     | Saint-Cloud        | Groupe sculpté d'Élias Robert ornant le palais de l'Industrie, principal édifice de l'exposition. À sa démolition en 1900, la sculpture est déplacée dans le parc de Saint-Cloud. | 48° 50′ 06″ nord, 2° 13′ 12″ est |       |
| Stèle monumentale en pierre bleue de Soignies | Soignies, Belgique | Monolithe orné, haut de 8 m, large de 2,53 m et épais de 18 cm, réalisé par la compagnie des carrières Wincqz et ramené devant le siège de la société après l'exposition.         | 50° 34′ 02″ nord, 4° 04′ 38″ est |       |

### Exposition universelle de 1867

#### Édifices
| Vestige                          | Localisation     | Notes | Coordonnées                        | Photo |
| -------------------------------- | ---------------- | --- | ---------------------------------- | ----- |
| Kiosque maure (de)               | Ettal, Allemagne | Érigé dans le pavillon de la Prusse, acquis par l'entrepreneur Bethel Henry Strousberg à la fin de l'exposition et déplacé dans sa demeure de Zbiroh ; à sa mort, le kiosque est acheté par le roi de Bavière Louis II qui le fait déplacer en 1876 au château de Linderhof. | 47° 34′ 13″ nord, 10° 57′ 30″ est  |       |
| Isbas de la villa de Beauséjour  | Paris            | Ensemble de trois édifices du « village russe typique », bâtiments préfabriqués érigés dans le pavillon de la Russie et remonté à leur emplacement actuel en 1872 ; Inscrit MH (1992)                                                                                        | 48° 51′ 15″ nord, 2° 16′ 19″ est   |       |
| Théâtre de la Gaîté-Montparnasse | Paris            | La structure intérieure du théâtre provient de matériaux du théâtre international de l'exposition | 48° 50′ 10″ nord, 2° 19′ 23″ est   |       |
| Isba de la rue des Écoles        | Saint-Cloud      | L'isba serait un vestige du « village russe typique », érigé dans le pavillon de la Russie, puis déplacé ensuite à Saint-Cloud | 48° 50′ 32″ nord, 2° 13′ 05″ est   |       |
| Chalet Haret                     | Villers-sur-Mer  | Chalet abritant la commission impériale de l'exposition ; remonté ensuite à Villers-sur-Mer. | 49° 19′ 16″ nord, 0° 00′ 39″ ouest |       |

#### Œuvres
| Vestige                                        | Localisation         | Notes | Coordonnées                        | Photo |
| ---------------------------------------------- | -------------------- | --- | ---------------------------------- | ----- |
| Maître-autel de l'église Notre-Dame-des-Menus  | Boulogne-Billancourt | Présenté lors de l'exposition | 48° 50′ 34″ nord, 2° 14′ 11″ est   |       |
| L'Amour des anges                              | Courbevoie           | Œuvre de Giulio Bergonzoli (en) présentée à l'exposition ; installée dans le parc de Bécon                                                                                   | 48° 53′ 59″ nord, 2° 16′ 13″ est   |       |
| Maître-autel de l'église Saint-Barthélemy      | Launaguet            | Présenté lors de l'exposition | 43° 40′ 28″ nord, 1° 27′ 39″ est   |       |
| Sphinx du château du Verduron                  | Marly-le-Roi         | Répliques du grand sphinx de Tanis conservé au Louvre, ornant le parc égyptien et rachetés par Victorien Sardou pour le château de Verduron.                                 | 48° 52′ 00″ nord, 2° 05′ 32″ est   |       |
| Hécate et Cerbère                              | Montpellier          | Œuvre commandée pour l'exposition ; installée ensuite dans le jardin des Tuileries, puis attribuée en 1889 à Montpellier. Installée dans le domaine de Grammont depuis 1986. | 43° 36′ 56″ nord, 3° 55′ 47″ est   |       |
| Orgue de la basilique Saint-Epvre              | Nancy                | Orgue présenté lors de l'exposition | 48° 41′ 34″ nord, 6° 10′ 48″ est   |       |
| Orgue de la basilique Notre Dame de Délivrance | Quintin              | Orgue présenté lors de l'exposition | 48° 24′ 00″ nord, 2° 54′ 31″ ouest |       |
| Orgue de l'église Saint-François               | Roubaix              | Orgue présenté lors de l'exposition | 50° 41′ 54″ nord, 3° 10′ 40″ est   |       |
| Vase de Neptune                                | Sèvres               | Œuvre de Joseph Nicolle, conservée dans le salon d'honneur de la cité de la Céramique                                                                                        | 48° 49′ 43″ nord, 2° 13′ 23″ est   |       |
| Ambiorix                                       | Tongres, Belgique    | Œuvre de Jules Bertin, présentée à l'exposition dans le parc belge, puis installée sur la grand-place de Tongres.                                                            | 50° 46′ 50″ nord, 5° 27′ 48″ est   |       |

### Exposition universelle de 1878

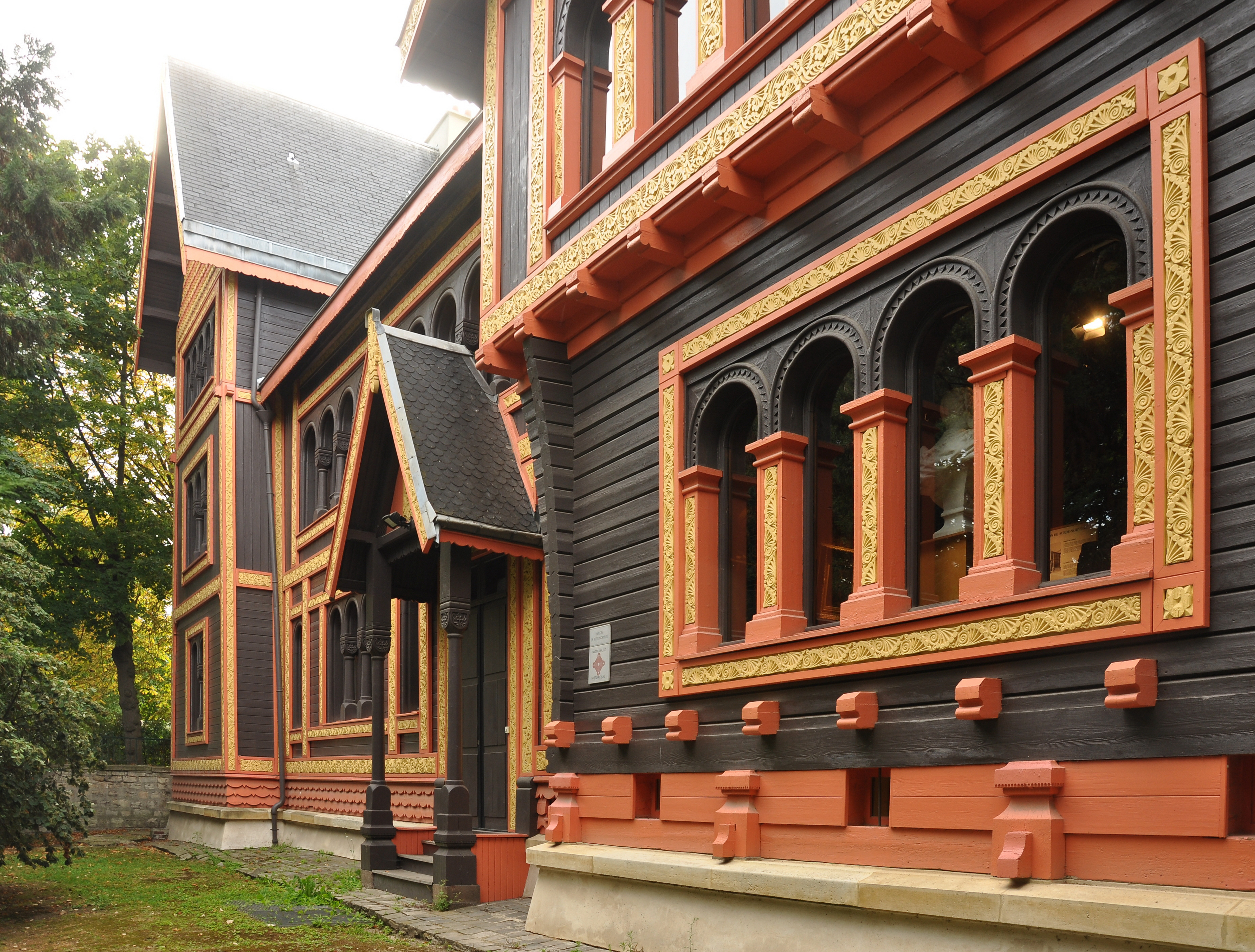
Pavillon de la Suède et de la Norvège aujourd'hui dans le parc de Bécon à Courbevoie.

Des pavillons ont parfois été remontés, en intégralité ou partiellement :
- Le pavillon des Indes et le pavillon de la Suède et de la Norvège ont été reconstruits dans le parc de Bécon à Courbevoie[16]. Le pavillon de la Suède et de la Norvège héberge aujourd'hui le musée Roybet Fould ;
- Une tour du pavillon de la Russie se trouve aujourd'hui à Nogent-sur-Marne et fait partie d'une propriété privée[17] ;
- La façade de la Maison Doulton a été déplacée dans le parc de Maisons-Laffitte.
- La Cité fleurie provient du pavillon de l’Alimentation.
- Le chalet norvégien est réinstallé, avenue Belleforière, à Maisons-Laffite[18],[19],[20].
- Le pavillon Schneider a été démonté et stocké dans un hangar proche du Creusot[21].

Plusieurs éléments de la halle des machines ont été démontés et remontés en différents endroits pour remplir différentes fonctions : 
- Un hangar à dirigeable à Meudon, sous le nom de Hangar Y ;
- Une usine des filatures DMC à Belfort[22]. Le bâtiment est aujourd'hui intégré au Techn'hom, parc urbain d'activités de Belfort[23],[24] ;
- Un cinéma sur le quai de la Loire, à l'extrémité sud du bassin de la Villette ;
- Le gymnase Jean-Jaurès, à Paris, remonté en 1888 ;
- Une brasserie sur le site industriel Le petit Fagnières, à Châlons-en-Champagne.

La gare du Champ-de-Mars, construite pour l'occasion par la compagnie des chemins de fer de l'Ouest, a été maintenue sur place jusqu'à son transfert à Asnières-sur-Seine en 1897, où elle existe encore sous le nom de gare des Carbonnets.
La statue Charlemagne et ses Leudes, parvis Notre-Dame - place Jean-Paul-II, était exposée dans le grand vestibule du palais du Champ-de-Mars.

### Exposition universelle de 1889
Hormis la tour Eiffel, il reste peu de vestiges de l'exposition, la plupart des matériaux utilisés ayant été réemployés ensuite à d'autres fins. Toutefois, des ornements du palais des Beaux-Arts ont été installés square Paul-Langevin (5e arrondissement de Paris), une partie du pavillon d'Hawaï sur une parcelle privée à La Garenne-Colombes (Hauts-de-Seine), tandis que le pavillon du Chili a été reconstruit dans la capitale, Santiago, pour devenir le museo Artequin.
Autres vestiges :
- église protestante norvégienne, à Ville-d'Avray[26]•;
- « L’Auberge espagnole », aujourd’hui « Salons de l’Ermitage, au Plessis-Robinson[26] ;
- plusieurs ateliers d’artistes des Fusains ont été bâtis avec des éléments de structure de différents pavillons[26] ;
- ancien guichet de billetterie, à Dampierre-en-Yvelines[26] ;
- maison scandinave, à Champigny-sur-Marne[26] ;
- chalet suédois, à Bagnoles-de-l'Orne ;
- salon mauresque, dans la Villa Chaptal, à Levallois-Perret[26] ;
- structure métallique du Pavillon de France, utilisée pour la construction du théâtre Élysée-Montmartre[26] .
- Pavillon de Madagascar remonté à Villers-sur-Mer[27], abusivement attribué à l'exposition de 1878[28].

### Exposition universelle de 1900
| Catégorie                      | Type | État                           | Photo |
| ------------------------------ | --- | ------------------------------ | ----- |
| Transports                     | La « rue de l'Avenir », un trottoir roulant. | Disparu. Technologie subsiste. |       |
| Transports                     | Les débuts du métropolitain parisien, avec sa première ligne entre la Porte de Vincennes et la Porte Maillot, inaugurée le 19 juillet 1900. Les bouches d'entrée des stations sont conçues par Hector Guimard. | Subsiste.                      |       |
| Transports                     | Deux nouvelles gares (gare d'Orsay et gare des Invalides), la reconstruction de la gare de Lyon et agrandissement de la gare du Nord (construction de la gare annexe aujourd'hui désaffectée). | Subsiste.                      |       |
| Œuvres publiques               | La fontaine lumineuse et l'usage nocturne de l'électricité (palais de l'Électricité, sur le Champ-de-Mars). | Disparu. Technologie subsiste. |       |
| Œuvres publiques               | Une réduction de la statue de la Liberté d'Auguste Bartholdi de 2,87 m installée au jardin du Luxembourg. | Subsiste.                      |       |
| Œuvres publiques               | La grande roue de Paris, d'un diamètre annoncé de 100 mètres, installée avenue de Suffren, à côté d'un village suisse, et démolie entre 1920 et 1922. | Disparu.                       |       |
| Attractions cinématographiques | Projection des films des frères Lumière sur écran géant | Technologie subsiste.          |       |
| Attractions cinématographiques | Projection de films sonores (par exemple, ceux de Clément Maurice) | Technologie subsiste.          |       |
| Œuvres                         | La frise au bas de la porte Binet. Ce monument représentait les ouvriers de l'exposition et ornait en 1900 le socle du pilier gauche de la porte monumentale de la Concorde, haute de 50 m. Œuvre du sculpteur Anatole Guillot et édifié par le céramiste Émile Muller, le relief fut récupéré à la fin de l'exposition et placé dans la cour de l'usine Muller à Ivry-sur-Seine avant d'être remisé en 1957. En 1963, le bas-relief est réinstallé dans le parc du Moulin du village de Breuillet dans l'Essonne. | Subsiste.                      |       |
| Bâtiments                      | Le Petit et le Grand Palais, construits sur l'emplacement de l'ancien palais de l'Industrie et des Beaux-arts, lui-même bâti pour l'Exposition de 1855. | Subsiste.                      |       |
| Bâtiments                      | Le Palais de l'Optique et la Grande lunette, la plus grande lunette astronomique jamais construite. | Disparu. Technologie subsiste. |       |
| Bâtiments                      | La Ruche au 2, passage de Dantzig, constituée de divers éléments provenant de bâtiments de l'exposition universelle. | Subsiste.                      |       |
| Bâtiments                      | La maison à la façade turquoise sculptée, ornée de fresques figurant des éléphants, et située cité Figuier (104 rue Oberkampf, 11e arrondissement de Paris) est un ancien pavillon de l'exposition. | Subsiste.                      |       |
| Bâtiments                      | La bibliothèque Bernheim, en Nouvelle-Calédonie, est installée dans le pavillon qui représentait l'île lors de l'exposition. | Subsiste.                      |       |

### Exposition coloniale internationale de 1931

#### Édifices
| Vestige                                | Localisation                         | Notes | Coordonnées                      | Photo |
| -------------------------------------- | ------------------------------------ | --- | -------------------------------- | ----- |
| Pavillon du Cameroun-Togo              | Bois de Vincennes                    | Conservé sur place afin d'en faire un musée des industries du bois. En 1977, le pavillon devient une grande pagode destiné aux exilés de l'ancienne Indochine. | 2° 14′ 44″ nord, 48° 29′ 39″ est |       |
| Pavillon de la chasse du Cameroun-Togo | Bois de Vincennes                    | Comme le précédent, conservé sur place afin d'en faire un musée des industries du bois puis affecté à l'Union Bouddhiste de France. | 2° 14′ 44″ nord, 48° 29′ 39″ est |       |
| Pavillon du Congo Belge                | Parc du Château de la Rocq (Seneffe) | Une des sections du pavillon a été démontée, déplacée et reconstruite. Aujourd'hui, le bâtiment est un restaurant en Belgique. | 50° 34′ 48″ nord, 4° 15′ 20″ est |       |
| Pavillon des États-Unis                | Vaucresson                           | Racheté à la fin de l'exposition et reconstruit à Vaucresson. | 48° 50′ 54″ nord, 2° 10′ 27″ est |       |
| Pavillon des missions catholiques      | Épinay-sur-Seine                     | Pavillon des missions catholiques, réédifié en béton armé. Aujourd'hui Église Notre-Dame-des-Missions-du-cygne-d'Enghien, Classé MH (1994). | 48° 57′ 39″ nord, 2° 17′ 52″ est |       |
| Palais de la Porte-Dorée               | Porte Dorée                          | Initialement « Musée des Colonies ». Devient le « Musée de la France d’outre-mer » puis le « Musée des arts africains et océaniens », le « Musée national des Arts d’Afrique et d’Océanie » et enfin la « Cité nationale de l'histoire de l'immigration ». Classé MH (1987). | 2° 14′ 36″ nord, 48° 30′ 03″ est |       |
| Porte de Picpus (porte Dorée)          | Porte Dorée                          | Entrée de l'exposition. Aujourd'hui décorée d'une statue d'Athéna qui, lors de l'exposition, était placée devant le palais de la Porte-Dorée. | 2° 24′ 25″ nord, 48° 50′ 07″ est |       |

#### Œuvres (liste non exhaustive)
| Vestige              | Localisation                  | Notes | Coordonnées                      | Photo |
| -------------------- | ----------------------------- | --- | -------------------------------- | ----- |
| « Boule coloniale »  | Musée des émaux de Longwy     | Vase en faïence au décor orientalisant créé à l'occasion de l'exposition par Maurice Chevalier.                           | 49° 18′ 44″ nord, 5° 27′ 17″ est |       |
| Dioramas             | Palais de la Porte-Dorée      | Initialement intégrés dans le parcours de visite du musée des colonies, déplacés en 2004.                                 | 2° 14′ 36″ nord, 48° 30′ 03″ est |       |
| Éléphant             | Musée des arts forains        | Un des deux éléphants décorant l'entrée du pavillon a été conservé. Il est actuellement exposé au musée des arts forains. | 48° 29′ 45″ nord, 2° 13′ 55″ est |       |
| Statue du Sacré-Cœur | Église du Sacré-Cœur de Dijon | La statue de Raymond Delamarre, en acajou de Cuba, se trouvait dans le pavillon des missions catholiques.                 | 47° 12′ 03″ nord, 5° 01′ 52″ est |       |

### Exposition universelle de 1937
De nombreux vestiges de l'exposition subsistent, en France et à l'étranger.

#### Éléments architecturaux et urbains
- La porte du « Pavillon du métal » réalisée par Raymond Subes, achetée par Marcel Dassault pour équiper son usine de Saint-Cloud. Lors de la destruction de l'usine, pour laisser la place au siège de Dassault Aviation en 2000, la porte est démontée, remaniée puis, en partie remontée sur la façade principale de ce nouveau bâtiment, côté Seine.
- L'avenue des Nations-Unies, qui traverse les jardins du Trocadéro, est traversée par deux passages souterrains pour piétons, qui permettaient, lors de l'Exposition, de circuler dans l'Exposition sans avoir à sortir de l'enceinte.
- Le palais des musées d'Art moderne est devenu d'une part, le palais de Tokyo avec, sur la façade ouest, quatre métopes de Marcel Gaumont (qui obtint avec elles le Grand Prix du Jury), et d'autre part, le musée d'Art moderne de Paris.
- Le palais de Chaillot a subsisté, contrairement à l'ancien palais du Trocadéro construit pour l'Exposition de 1878, avec sur ses frontons les vers de Paul Valéry.
- Le Palais de la découverte, qui occupe l'aile occidentale du Grand Palais : l'Exposition de 1937 avait une finalité pédagogique et scientifique, dont le Palais de la découverte est l'illustration. Le planétarium date de cette époque.
- L'Architecture[38], modèle original de la statue commandée pour le « Pavillon de l'enseignement » de l'Exposition au sculpteur François Méheut, est conservée au musée de Mont-de-Marsan.
- L'armature métallique du pavillon de la Pologne a été réemployée pour la construction de la salle des fêtes de Romainville.
- L'aquarium du Trocadéro, restauré en 2011, a retrouvé sa conformation de 1937[39].
- Les fontaines de la place de la Porte-de-Saint-Cloud, où se trouvait une annexe de l'exposition consacrée aux sports et à la chasse[40],[41],[42].
- Le pavillon de la Bretagne remonté à Seraincourt en 1938 pour servir de mairie[43].

#### Œuvres artistiques

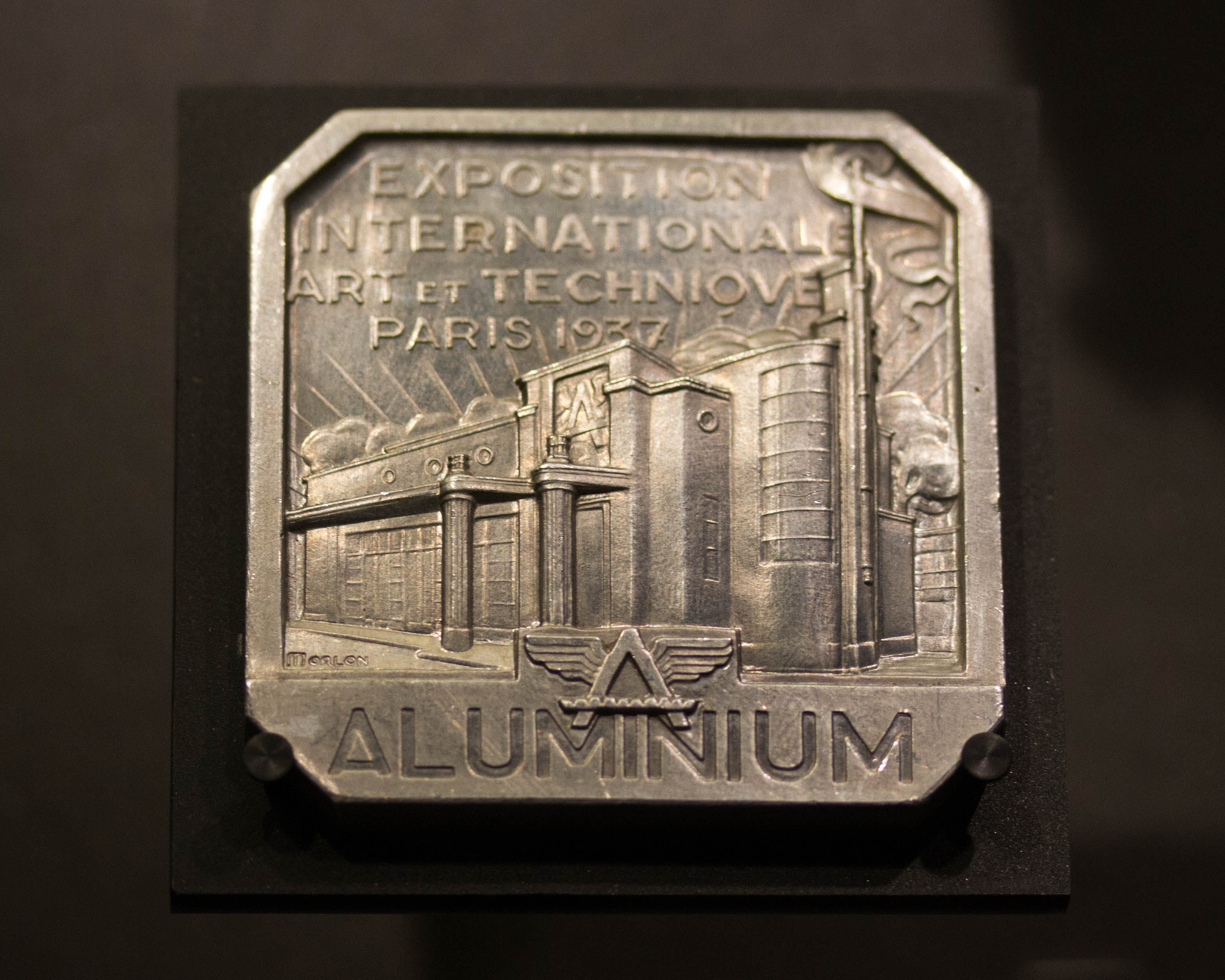
Médaille en l'honneur de l'exposition universelle de 1937, musée de la Monnaie de Paris.

- La Fée Électricité, peinture à l'huile monumentale de Raoul Dufy 1 000 × 6 240 cm, réalisée pour le pavillon de l'Électricité de l'Exposition 1937, se trouve actuellement au musée d'Art moderne de Paris.
- Les 128 panneaux en laque réalisés par Gaston Suisse pour décorer les rampes d'accès aux salons de réceptions du commissariat général de l'Exposition situés dans le musée d'art moderne de Paris, sont en partie conservés au musée des Années Trente à Boulogne-Billancourt[44],[45].
- Les croquis de l'aménagement intérieur du hall tronconique, conçu par Félix Aublet et Robert Delaunay réalisé par l'association Art et lumière sont conservés au centre Pompidou[46], ainsi que l'œuvre de Robert Delaunay Rythmes sans fin[47].
- Une table de porphyre rouge, don de la Finlande, a été installée dans le parc parisien de Choisy.

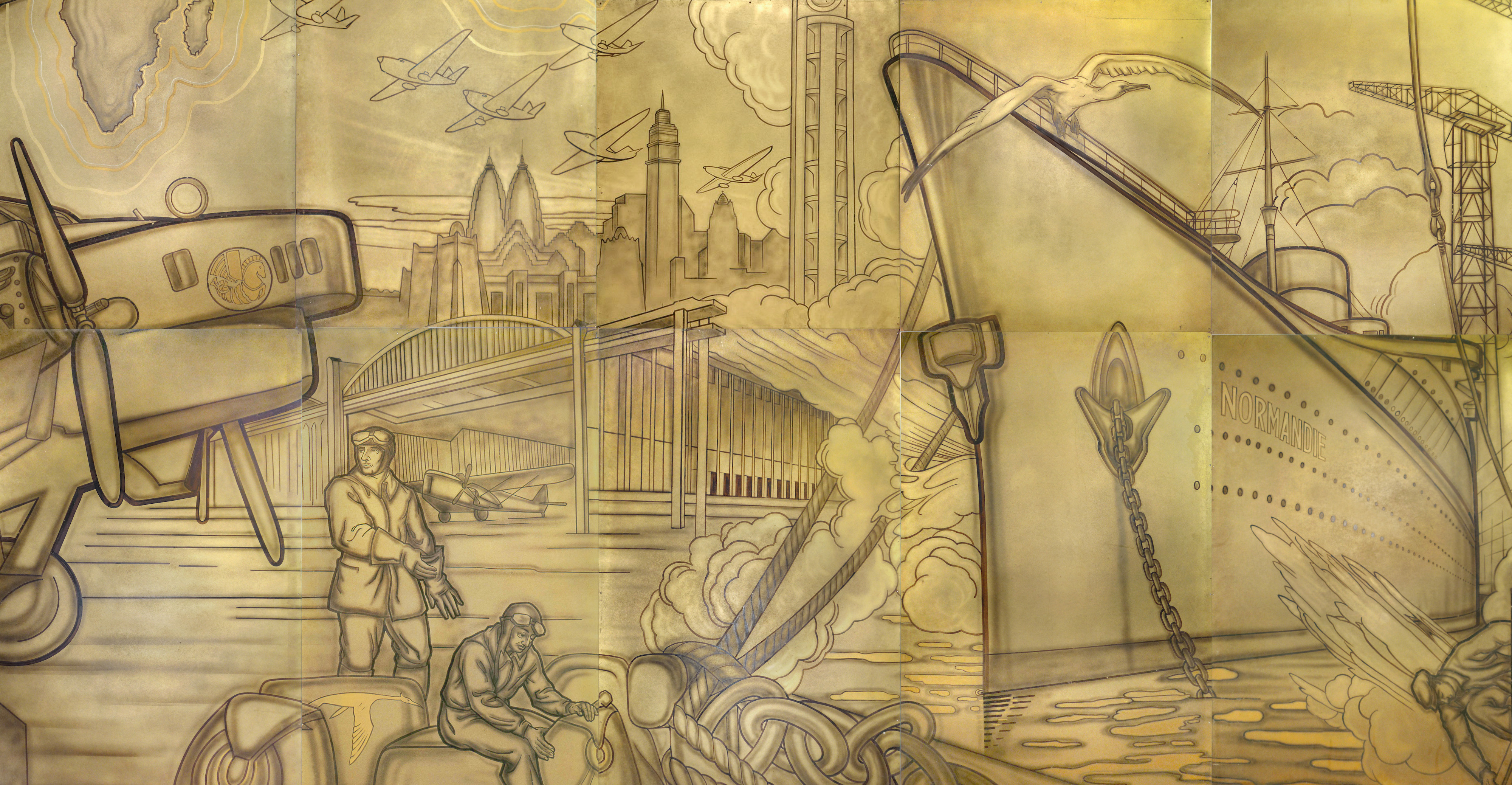
Gaston Suisse, détail du décor laqué monumental de plus de 120 panneaux. Exposition universelle de 1937.

- La Fontaine de Mercure, d'Alexander Calder, créée pour le pavillon espagnol, est conservée à la fondation Joan-Miró de Barcelone[48].
- Guernica de Pablo Picasso est conservé au musée national centre d'art Reina Sofía à Madrid[48].
- Feu d'artifice de clôture de l'exposition universelle, gouache 62 x 48 cm, M. Meunier, 1937.
- Notre-Dame de France, reine de la Paix, statue monumentale de Roger de Villiers et Raymond Subes qui dominait le pavillon pontifical, réinstallée en 1988 à Baillet-en-France, après avoir été placée dans la cour de la chapelle Notre-Dame-de-la-Salette de Suresnes jusqu'en 1959[49] puis stockée dans les sous-sols de la mairie communiste d'Amiens[50].
- La fontaine Les Jeux de la Mer, céramique vernissée, est exposée au square des Anciens combattants de Mont-de-Marsan.